# 536. pehotni polk (Wehrmacht)
Za druge 536. polke glejte 536. polk.
536. pehotni polk (izvirno nemško Infanterie-Regiment 536) je bil eden izmed pehotnih polkov v sestavi redne nemške kopenske vojske med drugo svetovno vojno.

## Zgodovina
Polk je bil ustanovljen 8. januarja 1940 kot polk 18. vala kot Rheingold polk WK XVII na vadbišču Königsbrück; polk je bil dodeljen 384. pehotni diviziji. 
15. oktobra 1942 je bil polk preimenovan v 536. grenadirski polk.